# Parque nacional del Monte Sangbé
El Parque nacional del Monte Sangbé (en francés: Parc national du Mont Sangbé) es un parque nacional en el país africano de Costa de Marfil, considerado como uno de los principales parques nacionales del mundo. Adquirió estatus de parque nacional en 1975.
El parque nacional se encuentra totalmente dentro de los Montes de Toura, una cadena de montañas al oeste del río Sassandra, que tiene unos catorce picos. Cubre un área de 95 000 hectáreas al norte de la localidad de Man, entre Biankouma y Touba. El parque consta de sabanas con vegetación muy densa y poblaciones de bosque con fauna diversa: elefantes, búfalos, jabalíes, antílopes y monos. 